# Volta a la Comunitat Valenciana

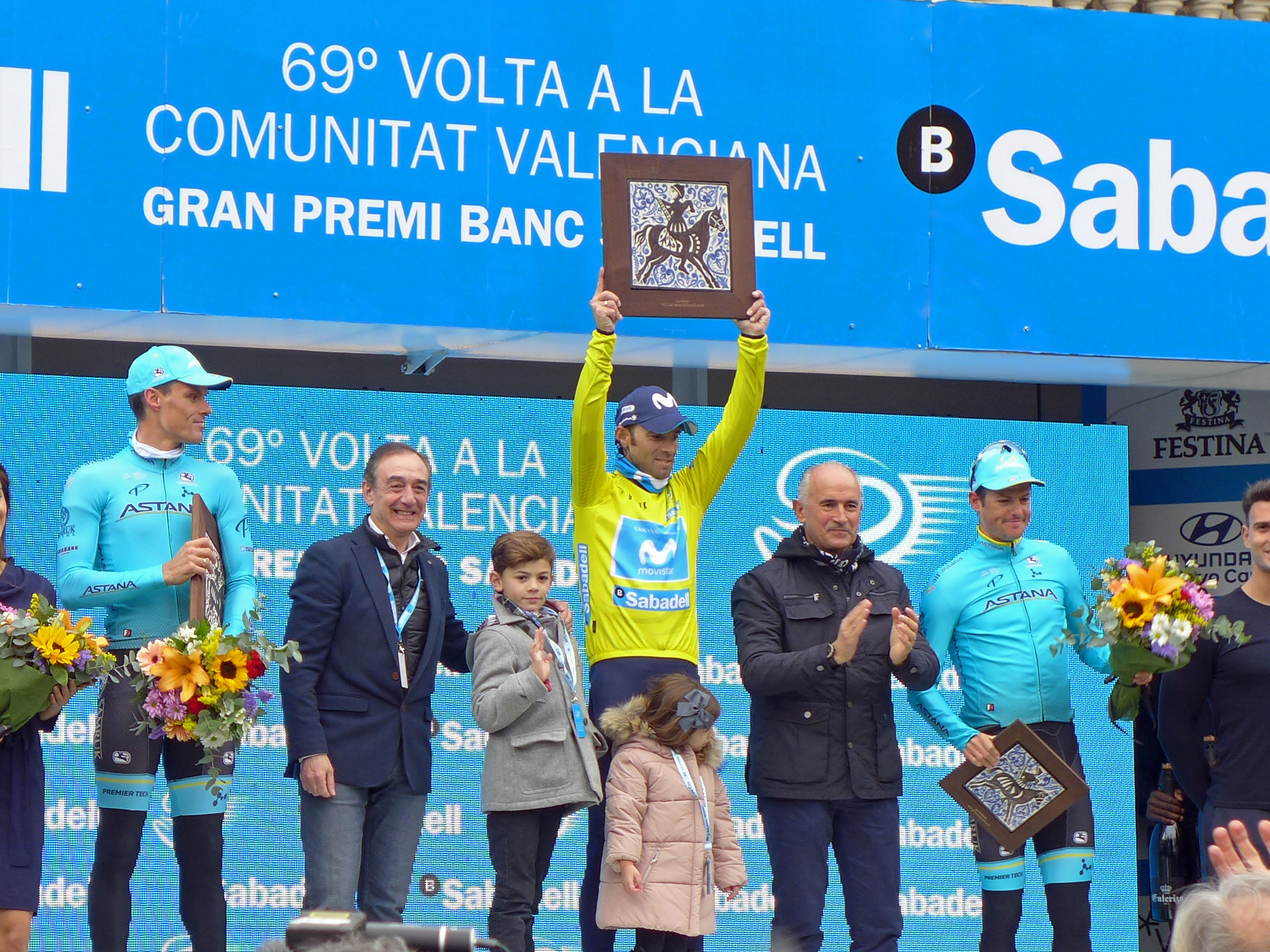
Alejandro Valverde tog sin tredje totalseger 2018. Tvåan Luis León Sánchez till vänster och trean Jakob Fuglsang till höger.

Volta (Ciclista) a la Comunitat Valenciana (katalanska/valencianska för "Valenciaregionens cykelrunda" eller, enklare, "Valencia runt", på spanska Vuelta a la Comunidad Valenciana), före 1984 under namnen Volta a Llevant (1929-1977), Volta a la regió de València (1979) och Volta de les Tres Províncies (1980-1983), är ett etapplopp i cykel som arrangeras årligen i regionen Valencia i Spanien. Det har arrangerats sedan 1929, men har flera gånger ställts in och senast var från 2009 till 2015, då arrangörerna hade ekonomiska bekymmer. 2016 lyckades dock den förre Vuelta a España-vinnaren Ángel Casero och hans bror Rafael (som vann första etappen av Volta a la Comunitat Valenciana 2003) återuppväcka tävlingen och få en 2.1-klassificering av UCI.
2019 infördes också ett endagslopp för damer: Volta a la Comunitat Valenciana Féminas.
Loppet skall inte förväxlas med endagsloppet Clàssica Comunitat Valenciana 1969 - Gran Premio Valencia

## Segrare[3]
- 2025  Santiago Buitrago
- 2024  Brandon McNulty
- 2023  Rui Costa
- 2022  Aleksandr Vlasov
- 2021  Stefan Küng
- 2020  Tadej Pogačar
- 2019  Ion Izagirre
- 2018  Alejandro Valverde
- 2017  Nairo Quintana
- 2016  Wout Poels
- 2009–2015 Ingen tävling
- 2008  Rubén Plaza
- 2007  Alejandro Valverde
- 2006  Antonio Colom
- 2005  Alessandro Petacchi
- 2004  Alejandro Valverde
- 2003  Dario Frigo
- 2002  Alex Zülle
- 2001  Fabian Jeker
- 2000  Abraham Olano
- 1999  Alexander Vinokourov
- 1998  Pascal Chanteur
- 1997  Juan Carlos Domínguez
- 1996  Laurent Jalabert
- 1995  Alex Zülle
- 1994  Vjatjeslav Jekimov
- 1993  Julian Gorospe
- 1992  Melchor Mauri
- 1991  Melchor Mauri
- 1990  Tom Cordes
- 1989  Pello Ruiz Cabestany
- 1988  Erich Mächler
- 1987  Stephen Roche
- 1986  Bernard Hinault
- 1985  Jesus Blanco Villar
- 1984  Bruno Cornillet
- 1983  Reimund Dietzen
- 1982  Pedro Muñoz Machín
- 1981  Alberto Fernández Blanco
- 1980  Klaus-Peter Thaler
- 1979  Vicente Belda
- 1978 Ingen tävling
- 1977  Bernt Johansson
- 1976  Gonzalo Aja
- 1975  Vicente Lopez Carrill
- 1974  Marcello Bergamo
- 1973  José Antonio Gonzales Linares
- 1972  Domingo Perurena
- 1971  José Lopez Rodriguez
- 1970  Ventura Diaz
- 1969  Eddy Merckx
- 1968  Mariano Díaz
- 1967  José Perez Frances
- 1966  Angelino Soler
- 1965  José Perez Frances
- 1964  Antonio Gomez del Moral
- 1963  José Martin Colmenarejo
- 1962  Fernando Manzaneque
- 1961  Salvador Botella
- 1960  Fernando Manzaneque
- 1959  Rik Van Looy
- 1958  Hilaire Couvreur
- 1957  Bernardo Ruiz
- 1956  René Marigil
- 1955  Francesco Masip
- 1954  Salvador Botella
- 1950–1953 Ingen tävling
- 1949  Joaquim Filba
- 1948  Emilio Rodríguez
- 1947  Joaquin Olmos
- 1945–1946 Ingen tävling
- 1944  Antonio Martin
- 1943  Antonio Andres Sancho
- 1942  Julian Berrendero
- 1941 Ingen tävling
- 1940  Federico Ezquerra
- 1934–1939 Ingen tävling
- 1933  Antonio Escuriet
- 1932  Ricardo Montero
- 1931  Federico Ezquerra
- 1930  Mariano Cañardo
- 1929  Salvador Cardona

## Volta a la Comunitat Valenciana Féminas
Den 10 februari 2019 arrangerades för första gången ett lopp, VCV Féminas, för damer. Det är ett endagslopp från Paterna, sedan 2023 från Bétera, till Valencia på cirka 90 km och kategoriserades inledningsåret som 1.2 av UCI. 2020 uppgraderades tävlingen till 1.1. Loppet följer samma rutt som herrarnas avslutande etapp och körs på samma dag som  denna - damerna på förmiddagen och herrarna på eftermiddagen. De inledande åren var loppet ganska flackt söder om Serra Calderona, men från 2023 går rutten upp om dessa berg (sammanlagd stigning 1214 m).

### Resultat
- 2024  Cédrine Kerbaol
- 2023  Floortje Mackaij
- 2022  Marta Bastianelli
- 2021  Chiara Consonni
- 2020  Marta Bastianelli
- 2019  Lotte Kopecky